# Паркер, Джон (минитмен)
Джон Паркер (13 июля 1729 — 17 сентября 1775) — фермер американских колоний, военный и впоследствии офицер, который командовал американским ополчением в сражении при Лексингтоне 19 апреля 1775 года.

## Ранние годы
Джон Паркер родился в 1729 году в семье Джозайи Паркера и Анны Стоун. Он был потомком диакона Томаса Паркера. Джон Паркер был также дедом реформатора и аболициониста Теодора Паркера. Боевой опыт Джона Паркера во время франко-индейской войны (семилетняя война), во время осады Луисбурга и завоевания Квебека, скорее всего повлияли на то, что горожане выбрали его капитаном ополчения. В те дни он уже умирал от туберкулеза, и ему оставалось жить всего несколько месяцев.

## Битва при Лексингтоне
19 апреля 1775 года британский командующий в Бостоне Томас Гейдж отправил экспедицию в составе около 700 регуляров (гренадеров, лёгкой пехоты и морских пехотинцев) под командованием подполковника Фрэнсиса Смита, чтобы обыскать город Конкорд и конфисковать нелегальные запасы оружия. На пути Смита находился город Лексингтон.
Когда около часа ночи новость о приближении британских солдат достигла Лексингтона, люди начали собираться на лексингтонском поле. Собралось около 130 человек. Считается, что отряд Паркера состоял из минитменов, однако в реальности это было подразделение Массачусетского ополчения. Ходили противоречивые слухи о намерениях британцев, поэтому Паркер не знал точно, что именно происходит. Так как подтверждений о наступлении британцев не поступало, Паркер около 02:00 распустил ополченцев на отдых. 
Когда Смит по звону колоколов узнал о волнениях в сельской местности и о возможном сопротивлении, он послал впереди своей колонны 6 рот лёгкой пехоты под командованием майора Джона Питкэрна. Им было приказано захватить два моста около Конкорда. Он также запросил из Бостона подкреплений.
Примерно в 04:30 британский авангард вышел к Лексингтону. Паркер приказал бить в барабаны и дать выстрелом сигнал тревоги, а сержант Уильям Монро построил свою роту ополченцев в две шеренги. Их было 60 или 70 человек. Паркер приказал не вступать в бой. Питкэрн, по его словам, так же не хотел начинать стрельбы и пытался её остановить, когда она началась. Он сам не видел, кто выстрелил первым, но предполагал, что это были ополченцы.
Началась перестрелка, в ходе которой были убиты 8 ополченцев и 10 ранены. Британцы потеряли одного человека раненым (рядового 10-го пехотного полка). Такое соотношение потерь породило слухи о резне в Лексингтоне, которые быстро распространились по округе и способствовали нагнетанию напряжённости. Через 10 минут после перестрелки подошёл основной отряд Смита, но Смит не стал обращать внимания на это столкновение и продолжил марш к Конкорду.
Много лет спустя один из бойцов Паркера вспоминал, как Паркер приказал им тогда на лексингтонском поле: «Держите свою позицию. Не стреляйте, если они не стреляют, но если они хотят войны, то они её получат». Пол Ревир вспоминал приказ иначе: «Пусть солдаты проходят мимо. Не беспокойте их, пока они не начнут первыми». Во время боя Паркер видел, как его двоюродный брат Йонас Паркер был заколот британским штыком. Позже в тот же день он собрал своих людей, чтобы устроить засаду отступающим от Конкорда британцам. Она стала известна как «Месть Паркера».

## Осада Бостона и смерть
Джон Паркер участвовал в осаде Бостона. Он не смог участвовать в битве при Банкер-Хилле, и умер 19 сентября 1775 года от туберкулеза.

## Наследие
У Джона и его жены Лидии Паркер было 7 детей: Лидия, Анна, Иоанн, Исаак, Рут, Ребекка и Роберт. Его усадьба стояла на Спринг-стрит в Лексингтоне.
В 1900 году была установлена статуя «Лексингтонский минитмен», которая подразумевалась как памятник минитменам вообще, но со временем стала восприниматься как символическая статуя Паркера. Она не имеет портретного сходства с Паркером, поскольку его изображений не сохранилось. Кроме того, она изображает здорового молодого человека, а не больного мужчину 46 лет, каким был Паркер.